# Референдум по программе исламизации в Пакистане (1984)
Референдум по политике исламизации президента Зия-уль-Хака был проведен в Пакистане 19 декабря 1984 года. Избирателям было предложено ответить на вопрос, поддерживают ли они предложения Зия-уль-Хака о внесении поправок в ряд законов в соответствии с Кораном и Сунной, и поддерживают ли они исламскую идеологию Пакистана. Референдум также служил инструментом продления срока президентских полномочий Зия-уль-Хака на пять лет. Положительно ответило 98,5 % избирателей, при явке 62,2 %.

## Результаты референдума
| Проголосовало          | Число голосов | %    |
| ---------------------- | ------------- | ---- |
| За                     | 21,253,757    | 98.5 |
| Против                 | 316,918       | 1.5  |
| Испорчено бюллетеней   | 180,226       | -    |
| Всего                  | 21,750,901    | 100  |
| Источник: Nohlen и др. |               |      |